# Натяжний шнур

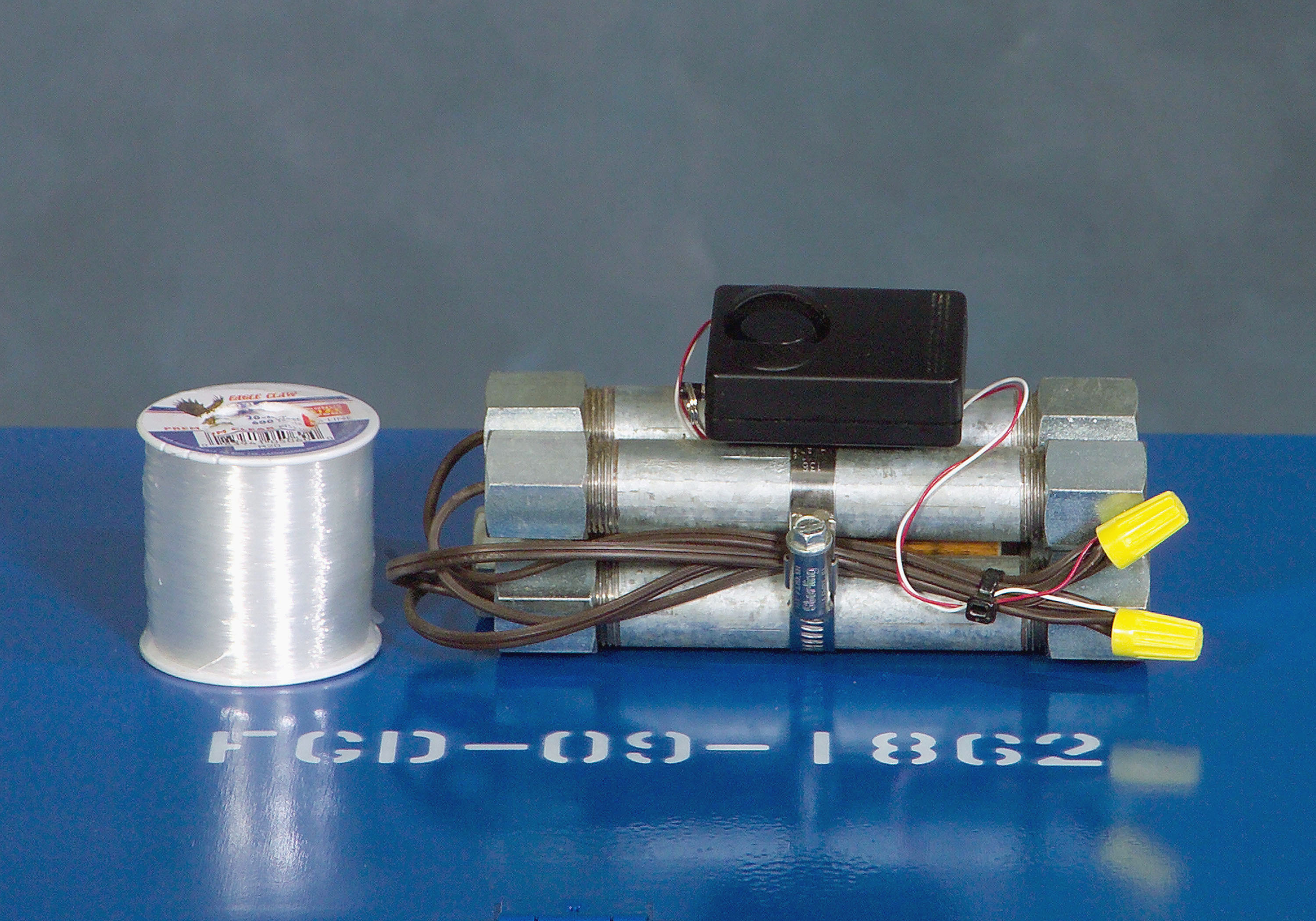
Бомба з натяжним шнуром

Натяжний шнур — це пасивний спусковий механізм. Зазвичай, провід або кабель приєднаний до якогось пристрою для виявлення або реагування на фізичне переміщення.
Натяжний шнур може бути шнуром який під'єднаний до однієї або кількох мін — зазвичай вистрибуючих і осколкових мін — для того, щоб збільшити зону їхнього ураження. Крім того, натяжний шнур використовують у розтяжках, де детонатор спрацьовує на тяжіння або послаблення шнура.
Солдати інколи виявляють наявність витяжних шнурів за допомогою іграшки «Дурнувата вервечка». На територіях де немає шнурів вона осідає на землю; якщо ж є шнур вона повисне на шнурі не впливаючи на нього через свою малу вагу. Американські війська використовували цю іграшку в під час війни в Іраку.
Також для виявлення розтяжок і ліній зв'язку використовують зелений лінійний лазер (як в лазерному рівні) або інфрачервоний лінійний лазер (для використання з тепловізійними окулярами). Яскравий лазерний промінь відбивається від дроту та допомагає таким чином побачити дріт.